# دون سامويلسون
دون سامويلسون (بالإنجليزية: Don Samuelson)‏ هو سياسي أمريكي، ولد في 27 يوليو 1913 في وودهول في الولايات المتحدة، وتوفي في 20 يناير 2000 في سياتل في الولايات المتحدة. حزبياً، نشط في الحزب الجمهوري. وقد انتخب Governor of Idaho ‏ (2 يناير 1967 – 4 يناير 1971).